# Внутренность
Вну́тренность множества — понятие в общей топологии, обозначающее объединение всех открытых подмножеств данного множества. Точки внутренности называются внутренними точками.
Внутренность множества {\displaystyle A} обычно обозначается как {\displaystyle \operatorname {Int} (A)}, {\displaystyle \operatorname {int} (A)} или {\displaystyle {\overset {\circ }{A}}}.

## Определение
Пусть дано топологическое пространство {\displaystyle (X,{\mathcal {T}}),} где {\displaystyle X} — произвольное множество, а {\displaystyle {\mathcal {T}}} — определённая на нём топология. Пусть также дано подмножество {\displaystyle A\subset X}.
Ниже рассматривается открытость подмножеств {\displaystyle B\subset A} как подмножеств всего {\displaystyle X} (например, {\displaystyle A} обязательно открыто как подмножество себя, но не обязательно открыто во всём топологическом пространстве), при этом {\displaystyle X} явно не указывается, а открытость в нём обозначается как принадлежность {\displaystyle {\mathcal {T}}}.
Тогда внутренность множества {\displaystyle A} можно определить несколькими эквивалентными способами:
- Внутренность — объединение всех открытых подмножеств {\displaystyle B\subset A}:
{\displaystyle \operatorname {int} (A)=\bigcup \limits _{B\in {\mathcal {T}},\;B\subset A}B}.
- Внутренность — наибольшее по включению открытое подмножество {\displaystyle A}:
{\displaystyle (\operatorname {int} (A)\in {\mathcal {T}})\wedge (\operatorname {int} (A)\subset A)\quad \wedge \quad \forall B\;((B\in {\mathcal {T}})\wedge (B\subset A)\Rightarrow (B\subset \operatorname {int} (A)))}.

Точка — внутренняя, а точка — не внутренняя (в данном случае — граничная)

- Внутренность — множество всех внутренних точек, где точка {\displaystyle x\in A} называется внутренней тогда и только тогда, когда существует открытое множество {\displaystyle B\subset A}, такое что {\displaystyle x\in B}:
{\displaystyle \operatorname {int} (A)=\left\{x\in A:\exists B\subset A,x\in B,B\in {\mathcal {T}}\right\}}.

Эквивалентность определений следует из того факта, что объединение любого семейства открытых множеств открыто.

## Свойства
- Операция внутренности является унарной операцией на семействе всех подмножеств {\displaystyle X}.
- Внутренность {\displaystyle \operatorname {int} (A)} — открытое множество.
- Множество {\displaystyle A} открыто тогда и только тогда, когда оно совпадает со своей внутренностью:
{\displaystyle (A\in {\mathcal {T}})\Leftrightarrow \left(A=A^{0}\right)}.
  - Иначе говоря, в открытом множестве все точки внутренние, а любое множество, все точки которого внутренние, является открытым.
- Операция внутренности идемпотентна:
{\displaystyle \operatorname {int} (\operatorname {int} (A))=\operatorname {int} (A)}.
- Операция внутренности сохраняет частичный порядок подмножеств по включению:
{\displaystyle (A\subset B)\Rightarrow \left(\operatorname {int} (A)\subset \operatorname {int} (B)\right)}.
- В метрическом пространстве определение внутренней точки принимает следующий вид. Пусть {\displaystyle X} — метрическое пространство с метрикой {\displaystyle d}, и {\displaystyle M} — его подмножество. Точка {\displaystyle x\in M} является внутренней для {\displaystyle M} тогда и только тогда, когда существует {\displaystyle \varepsilon >0}, такое что {\displaystyle \forall y\in X,\,d(x,y)<\varepsilon \Rightarrow y\in M}. Иначе говоря, {\displaystyle x} входит в {\displaystyle M} вместе с шаром радиуса {\displaystyle \varepsilon } с центром в {\displaystyle x}.

## Примеры
- {\displaystyle \operatorname {int} (\emptyset )=\emptyset .}
- Если {\displaystyle A\subset \mathbb {R} ^{n}} — конечное подмножество евклидова пространства со стандартной топологией, то {\displaystyle \operatorname {int} (A)=\emptyset }.
- Если {\displaystyle X=\mathbb {R} } — вещественная прямая со стандартной топологией, и {\displaystyle [a,b]\subset \mathbb {R} }, то {\displaystyle \operatorname {int} ([a,b])=(a,b).}
- Если {\displaystyle X} — дискретное пространство, то для любого {\displaystyle A\subset X} имеем {\displaystyle \operatorname {int} (A)=A}.

## Вариации

### Относительная внутренность
Относительной внутренностью множества называется объединение всех его открытых в его афинной оболочке подмножеств.